# كسوف الشمس 21 مارس 2080
سيحدث كسوف جزئي للشمس في 21 مارس 2080.يحدث كسوف الشمس عندما يمر القمر بين الأرض والشمس ، وبالتالي يحجب صورة الشمس كليًا أو جزئيًا عن مشاهد على الأرض. يحدث الكسوف الحلقي للشمس عندما يكون القطر الظاهري للقمر أصغر من قطر الشمس ، مما يحجب معظم ضوء الشمس ويتسبب في ظهور الشمس على شكل حلقة. يظهر الخسوف الحلقي على شكل كسوف جزئي فوق منطقة من الأرض يبلغ عرضها آلاف الكيلومترات.

## الخسوفات ذات الصلة

### كسوف الشمس 2080-2083
هذا الكسوف هو جزء من سلسلة كسوف الشمس 2080-2083. يتكرر الكسوف في كل 177 يومًا تقريبًا و 4 ساعات في العقد المتناوبة من مدار القمر.
| 121 | مارس 21, 2080 جزئي   | 126 | سبتمبر 13, 2080 جزئي |
| 131 | مارس 10, 2081 حلقي   | 136 | سبتمبر 3, 2081 كلي   |
| 141 | فبراير 27, 2082 حلقي | 146 | أغسطس 24, 2082 كلي   |
| 151 | فبراير 16, 2083 جزئي | 156 | أغسطس 13, 2083 جزئي  |

### سلسلة تريتوس
هذا الكسوف هو جزء من دورة تريتوس ، يتكرر عند العقد المتناوبة كل 135 شهرًا متزامنًا (≈ 3986.63 يومًا ، أو 11 عامًا ناقص شهر واحد).
مظهرها وخط طولها غير منتظمين بسبب نقص التزامن مع الشهر غير الطبيعي (فترة الحضيض) ، لكن التجمعات المكونة من 3 دورات تريتوس (33 عامًا ناقص 3 أشهر) تقترب (≈ 434.044 شهرًا غير طبيعي) ، لذا فإن الكسوف متشابه في هذه التجمعات.
| أعضاء السلسلة بين عامي 1901 و 2100            | أعضاء السلسلة بين عامي 1901 و 2100            | أعضاء السلسلة بين عامي 1901 و 2100            | أعضاء السلسلة بين عامي 1901 و 2100 |
| --------------------------------------------- | --------------------------------------------- | --------------------------------------------- | ---------------------------------- |
| </img> </br>6 مارس 1905 </br> (ساروس 138)     | </img> </br> 3 فبراير 1916 </br> (ساروس 139)  | </img> </br> 3 يناير 1927 </br> (ساروس 140)   |                                    |
| </img> </br> 2 ديسمبر 1937 </br> (ساروس 141)  | </img> </br> 1 نوفمبر 1948 </br> (ساروس 142)  | </img> </br> 2 أكتوبر 1959 </br> (ساروس 143)  |                                    |
| </img> </br> 31 أغسطس 1970 </br> (ساروس 144)  | </img> </br> 31 يوليو 1981 </br> (ساروس 145)  | </img> </br> 30 يونيو 1992 </br> (ساروس 146)  |                                    |
| </img> </br> 31 مايو 2003 </br> (ساروس 147)   | </img> </br> 29 أبريل 2014 </br> (ساروس 148)  | </img> </br> 29 مارس 2025 </br> (ساروس 149)   |                                    |
| </img> </br> 27 فبراير 2036 </br> (ساروس 150) | </img> </br> 26 يناير 2047 </br> (ساروس 151)  | </img> </br> 26 ديسمبر 2057 </br> (ساروس 152) |                                    |
| </img> </br> 24 نوفمبر 2068 </br> (ساروس 153) | </img> </br> 24 أكتوبر 2079 </br> (ساروس 154) | </img> </br> 23 سبتمبر 2090 </br> (ساروس 155) |                                    |

### سلسلة ميتونيك
تتكرر السلسلة ميتونيك كل 19 عامًا (6939.69 يومًا) ، وتستمر حوالي 5 دورات. يحدث الكسوف في نفس تاريخ التقويم تقريبًا. بالإضافة إلى ذلك ، تتكرر سلسلة أكتون الفرعية 1/5 من ذلك أو كل 3.8 سنوات (1387.94 يومًا). تحدث جميع الكسوفات في هذا الجدول عند العقدة الصاعدة للقمر.  
| 21 من أحداث الكسوف بين 1 يونيو 2011 و 1 يونيو 2087 | 21 من أحداث الكسوف بين 1 يونيو 2011 و 1 يونيو 2087 | 21 من أحداث الكسوف بين 1 يونيو 2011 و 1 يونيو 2087 | 21 من أحداث الكسوف بين 1 يونيو 2011 و 1 يونيو 2087 | 21 من أحداث الكسوف بين 1 يونيو 2011 و 1 يونيو 2087 |
| مايو 31 – يونيو 1                                  | مارس19–20                                          | يناير 5–6                                          | أكتوبر 24–25                                       | أغسطس 12–13                                        |
| 118                                                | 120                                                | 122                                                | 124                                                | 126                                                |
| -------------------------------------------------- | -------------------------------------------------- | -------------------------------------------------- | -------------------------------------------------- | -------------------------------------------------- |
| يونيو 1, 2011                                      | مارس20, 2015                                       | يناير 6, 2019                                      | أكتوبر 25, 2022                                    | أغسطس 12, 2026                                     |
| 128                                                | 130                                                | 132                                                | 134                                                | 136                                                |
| يونيو 1, 2030                                      | مارس20, 2034                                       | يناير 5, 2038                                      | أكتوبر 25, 2041                                    | أغسطس 12, 2045                                     |
| 138                                                | 140                                                | 142                                                | 144                                                | 146                                                |
| مايو 31, 2049                                      | مارس20, 2053                                       | يناير 5, 2057                                      | أكتوبر 24, 2060                                    | أغسطس 12, 2064                                     |
| 148                                                | 150                                                | 152                                                | 154                                                | 156                                                |
| مايو 31, 2068                                      | مارس19, 2072                                       | يناير 6, 2076                                      | أكتوبر 24, 2079                                    | أغسطس 13, 2083                                     |
| 158                                                | 160                                                | 162                                                | 164                                                | 166                                                |
| يونيو 1, 2087                                      |                                                    |                                                    | أكتوبر 24, 2098                                    |                                                    |

### سلسلة اينكس
هذا الكسوف هو جزء من دورة اينكس طويلة الأمد ، يتكرر عند العقد المتناوبة ، كل 358 شهرًا سينوديًا (≈ 10571.95 يومًا ، أو 29 عامًا ناقص 20 يومًا).
مظهرها وخط طولها غير منتظمين بسبب عدم التزامن مع الشهر غير الطبيعي (فترة الحضيض). ومع ذلك ، فإن مجموعات 3 دورات اينكس (87 سنة ناقص شهرين) تقترب (≈ 1،151.02 شهرًا غير طبيعي) ، لذا فإن الكسوف متشابه في هذه المجموعات.
| أعضاء سلسلة اينكس بين عامي 1901 و 2100: | أعضاء سلسلة اينكس بين عامي 1901 و 2100: | أعضاء سلسلة اينكس بين عامي 1901 و 2100: |
| --------------------------------------- | --------------------------------------- | --------------------------------------- |
| 22 نوفمبر 1919 (ساروس 141)              | 1 نوفمبر 1948 (ساروس 142)               | 12 أكتوبر 1977 (ساروس 143)              |
| 22 سبتمبر 2006 (ساروس 144)              | 2 سبتمبر 2035 (ساروس 145)               | 12 أغسطس 2064 (ساروس 146)               |
| 23 يوليو 2093 (ساروس 147)               |                                         |                                         |

## روابط خارجية
- رسومات ناسا
- خريطة تفاعلية للكسوف من وكالة ناسا
- www.solar-eclipse.de - متوسط التغطية السحابية والمدن على طول مسار الكسوف
- رسومات ناسا